# Badoo
Badoo је друштвена мрежа за упознавање коју је основао руски предузетник Андреј Андрејев 2006. године. Доступна је у 190 држава и на 47 језика, што га чини најраспрострањенијом мрежом за упознавање на свету. Од 2022. године има преко 318 милиона корисника, од којих је око 41% старости између 25 и 35 година.